# Testamento de Pío XII

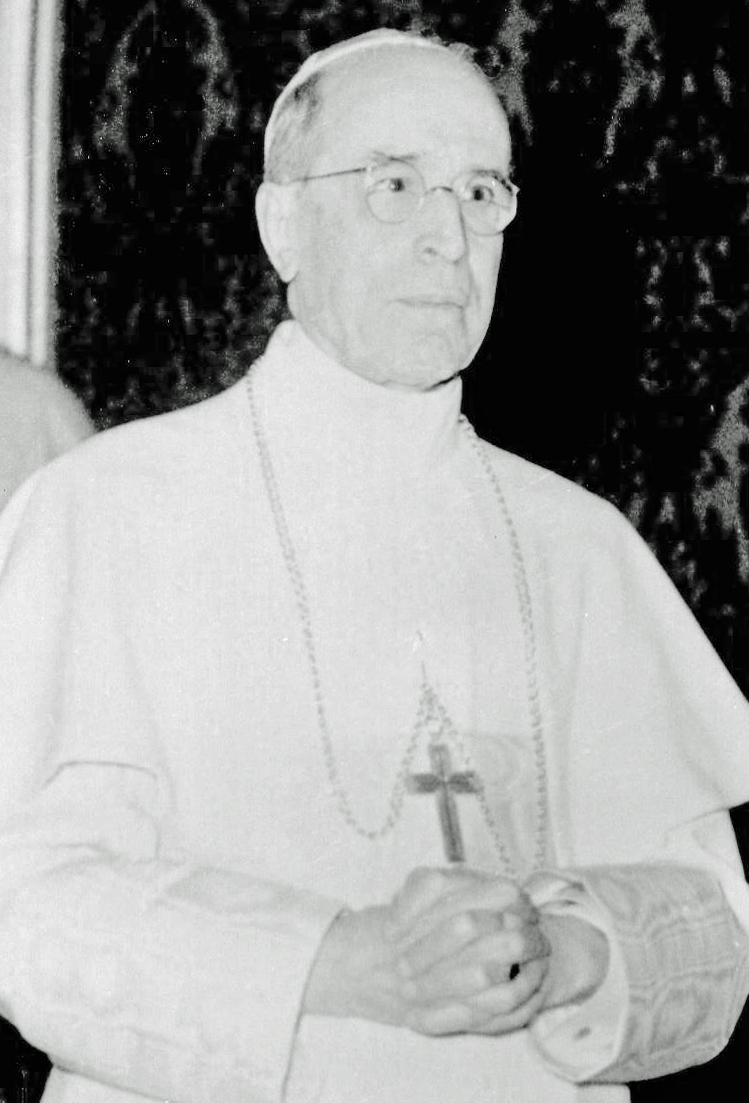
Pío XII en abril de 1958

El testamento de Pío XII fue firmado por el pontífice el 15 de mayo de 1956, veintiocho meses antes de su muerte. A diferencia de los documentos de su predecesor el papa Pío X y de su sucesor el papa Juan Pablo II, es un documento muy corto, en el que se omiten nombres, detalles y denominaciones de bienes materiales individuales.
Los partidarios de Pío XII ven el testamento como un testimonio de su modestia y santidad espiritual. Ha sido citado en los eventos conmemorativos en su honor y, forma parte de la documentación de su actual proceso de beatificación en Roma.
Cabe destacar la primera frase en latín: Miserere mei, Deus, secundum (magnam) misericordiam tuam (Ten piedad de mí, oh Dios, conforme a tu gran misericordia; Salmo 50). Cuando el pontífice pronunció estas palabras después de su elección el 2 de marzo de 1939, la palabra magnam era una parte del citado salmo. Sin embargo, la nueva traducción de 1956 dejó a esta palabra. Para guardar coherencia con ambas versiones, Pío XII puso el término (magnam) entre paréntesis.

## Texto
Miserere mei, Deus, secundum (magnam) misericordiam tuam.

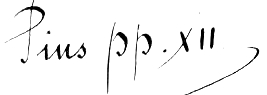
Firma de Pío XII

Estas palabras, que, consciente de mi indignidad e insuficiencia, pronuncié en aquel momento, en el que con temor acepté la elección como papa, repito ahora con justificación aún mayor, porque soy más consciente de mi indignidad e insuficiencia después de las deficiencias y errores durante un pontificado tan largo y una época tan grave. Pido humildemente perdón a todos aquellos a los que he herido, lastimado o incomodado con la palabra o el hecho.

Pido a aquellos a quienes el asunto compete, no preocuparse de monumentos a mi memoria. Es suficiente que mis pobres restos sean sepultados en un lugar sagrado, cuanto más escondido mejor. No es necesario pedir oraciones por mi alma. Sé cuántas oraciones son la costumbre de la Sede Apostólica, y de la piedad de los fieles, por cada papa que muere.

Tampoco es necesario que deje un "testamento espiritual", como tantos prelados celosos de manera loable solían hacer. Los numerosos escritos y discursos que he publicado o emitido durante el ejercicio de mi oficina, bastan, para quien guste conocer mis pensamientos sobre diferentes cuestiones de la religión y la ética.

Dicho esto, nombro como mi heredero universal a la Santa Sede Apostólica, de la que he recibido tanto como de una madre amorosa.
Testamento de Pío XII, 15 de mayo de 1956